# Nathalie Schneitter
Nathalie Jessica Schneitter (* 19. Juni 1986 in Lommiswil) ist eine ehemalige Schweizer Mountainbike-Fahrerin.
Nathalie Schneitter besuchte die Kantonsschule in Solothurn und erwarb anschliessend an der Universität Basel einen Bachelor of Arts in Wirtschaftswissenschaften.

## Werdegang
Nathalie Schneitter begann im Jahr 2000 mit dem Mountainbike.
Nach ihrem Schweizer Meistertitel 2003 errang Nathalie Schneitter im folgenden Jahr an den Europameisterschaften mit dem dritten Rang und dem Weltmeistertitel in der Kategorie Juniorinnen ihre bislang grössten Erfolge. In der Kategorie U23 gewann sie 2006 die Silbermedaille an den Schweizer Meisterschaften; an den Europameisterschaften klassierte sie sich auf dem sechsten Rang, an den Weltmeisterschaften auf dem fünften Rang.
2008 wurde sie Europameisterin in der Kategorie U23 und errang bei den Weltmeisterschaften die Silbermedaille. 2010 feierte Nathalie Schneitter in Champéry im Wallis ihren ersten und einzigen Weltcupsieg – dies war zugleich der erste Weltcupsieg einer Schweizerin seit Barbara Blatter 2001 in Vancouver.
Nathalie Schneitter nahm an den Olympischen Sommerspielen 2008 in Peking teil und belegte im Mountainbike-Rennen den 15. Rang.
Eine weitere Silbermedaille kam bei den Heim-Weltmeisterschaften im Jahre 2011 in Champéry in der Staffel (zusammen mit dem Olympiasieger von Rio Nino Schurter, Lars Forster und Thomas Litscher) hinzu.
2012 zog sie sich beim Weltcuprennen in La Bresse bei einem schweren Sturz einen Schlüsselbeinbruch zu.
Sie erklärte zum Ende des Jahres 2016 ihren Rücktritt vom Profisport. Sie blieb dem Sport jedoch als Kommentatorin für den Cross Country Weltcup Livestream sowie als Organisatorin verschiedener Rad Events, z. B. des Urban Bike Festivals in Zürich, und als Co-Kommentatorin bei den MTB Cross Country Weltcups auf Red Bull TV weiterhin verbunden. 2019 gründete sie zusammen mit einem Partner die Rad-Beratungsfirma Antritt GmbH.
2019 kehrte sie noch einmal auf die Rennstrecke zurück, diesmal in der neugeschaffenen Disziplin des E-Mountainbike, und gewann eine Silbermedaille in der World E-Bike Series (WES) in Monaco. In Mont Sainte-Anne (Kanada) wurde sie im selben Jahr erste Weltmeisterin. 2020 konnte sie den Titel in Leogang (Österreich) nur knapp nicht verteidigen und wurde Dritte. 2021 in Val di Sole (Italien) wurde sie Elfte. Von 2020 bis 2023 gewann sie vier Rennen im UCI-E-Mountainbike-Weltcup.

## Erfolge
- 1. Rang Schweizer Meisterschaft 2003 (Kat. Juniorinnen)
- 3. Rang Europameisterschaft 2004 (Kat. Juniorinnen)
- 1. Rang Weltmeisterschaft 2004 (Kat. Juniorinnen)
- 2. Rang Schweizer Meisterschaft 2006 (Kat. U23)
- 6. Rang Europameisterschaften 2006 (Kat. U23)
- 5. Rang Weltmeisterschaften 2006 (Kat. U23)
- 7. Rang Weltmeisterschaften 2007 (Kat. U23)
- 1. Rang Europameisterschaften 2008 (Kat. U23)
- 2. Rang Weltmeisterschaften 2008 (Kat. U23)
- 2. Rang Schweizer Meisterschaft Cross Country 2010
- 2. Rang Weltmeisterschaften 2011 (Staffel)
- 1. Rang Schweizer Meisterschaft Cross Country 2011
- 15. Rang Weltmeisterschaften 2013 (Elite Damen)
- 2. Rang Schweizer Meisterschaft Cross Country 2015